# Erik Wijmeersch
Erik Wijmeersch (23 gennaio 1970) è un ex velocista belga.

## Palmarès

### Europei indoor
- 1 medaglia:
  - 1 oro (Stoccolma 1996 nei 200 metri piani)